# توت‌فرنگی و شکلات (فیلم)
توت‌فرنگی و شکلات (اسپانیایی: Fresa y chocolate‎) یک فیلم به کارگردانی توماس گوتییرز آلئا و خوان کارلوس تابیو است که در سال ۱۹۹۴ منتشر شد. از بازیگران آن می‌توان به خورخه پروگوریا اشاره کرد. این فیلم برنده جایزه ویژه هیئت داوران از چهل و چهارمین جشنواره بین‌المللی فیلم برلین شد. همین‌طور نامزد جایزه اسکار بهترین فیلم خارجی‌زبان نیز شده‌است.